# SYMBAL.BY
SYMBAL.BY — белорусская культурная инициатива, основанная 12 мая 2014 года гражданским активистом Павлом Белоусом. Основная цель проекта — продвижение белорусской культуры, языка и национальной идентичности через продажу тематических товаров, организацию мероприятий и общественную деятельность. Проект стал широко известен благодаря использованию белорусской национальной символики, в том числе герба «Погоня» и бело-красно-белого флага.

## История
Проект был основан участником общественного объединения «Арт Сядзіба» Павлом Белоусом. Первый крупный публичный выход SYMBAL.BY состоялся 5 октября 2014 года на фестивале белорусской культуры «День вышиванки» в Минске, где была представлена продукция с национальными орнаментами, в том числе вышимайки и детские футболки.
SYMBAL.BY сотрудничал с белорусскими музыкантами, занимался распространением их мерча и поддержкой концертов. SYMBAL.BY вместе с блогером Эдуардом Пальчисом и площадкой «Арт Сядзіба» запустили кампанию празднования 100-летия независимости Белорусской Народной Республики, которое превратилось в многотысячный праздник в центре Минска. 
По словам соучредителя компании Никиты Бровки, в марте 2016 года было продано 15 тысяч вышимаек, а сайт магазина посетили пользователи из 135 стран, несмотря на то, что он был доступен только на белорусском языке.

## Давление со стороны властей
Деятельность SYMBAL.BY неоднократно подвергалась давлению со стороны белорусских властей. В 2015 году милиция проводила проверки из-за использования «запрещённой символики». В 2020 году репрессии усилились: была конфискована партия футболок с надписью «ПСІХОЗ%» (отсылка к высказыванию Александра Лукашенко о пандемии COVID-19), изымались товары, техника и документы.
В июне 2020 года магазин остался без электричества — по заявлению владельцев, из электрощитовой была похищена деталь. Обращения к коммунальным службам и попытки устранить проблему с помощью частного электрика не дали результата.
В октябре 2020 года минская таможня задержала более 200 посылок с продукцией SYMBAL.BY, предназначенной для зарубежных покупателей. Обращения представителей компании в таможню также не привели к решению проблемы.
В условиях продолжающегося давления и после конфискации товаров на сумму более 50 тысяч белорусских рублей, в конце 2020 года SYMBAL.BY объявил о закрытии физического магазина в Минске. После объявления в магазин выстроилась очередь, а некоторые посетители были задержаны милицией.
Несмотря на закрытие магазина 30 января 2021 года, инициатива продолжила работу в онлайн-формате. В этот день сотрудники милиции изъяли из помещения всю технику, документы и продукцию. Соучредитель Никита Бровко и трое сотрудников были приговорены к административным арестам.

## Поддержка общественности
Закрытие магазина вызвало широкий общественный резонанс. В поддержку SYMBAL.BY выступили телеведущий Денис Курьян, шоумен Денис Дудинский, ведущий Дмитрий Кахно, спортсменка Мелитина Станюта, актриса Марта Голубева и другие. После этого часть из них столкнулась с профессиональными последствиями: увольнениями, отстранениями от работы и замещением другими лицами.

## Дальнейшая деятельность
В июле 2022 года SYMBAL.BY открыл магазин в Батуми (Грузия). 17 августа 2022 года суд Партизанского района Минска признал интернет-ресурсы SYMBAL.BY экстремистскими материалами.
11 мая 2023 года Павел Белоус был приговорён к 13 годам лишения свободы в колонии усиленного режима. Также он был оштрафован на 18 500 рублей, а его имущество частично конфисковано. Белоуса признали виновным по нескольким статьям Уголовного кодекса Республики Беларусь, включая «государственную измену» и «руководство экстремистским формированием».

## Значение
SYMBAL.BY стал заметным явлением в современной белорусской культуре, активно способствовал популяризации национальной идентичности, языка и символики. Несмотря на давление, инициатива продолжает свою деятельность в онлайн-формате.